# Yunguirius xiannushanensis
Espèce
Yunguirius xiannushanensis est une espèce d'araignées aranéomorphes de la famille des Agelenidae.

## Distribution
Cette espèce est endémique de Chongqing en Chine,. Elle se rencontre dans le xian de Wulong.

## Description
La femelle holotype mesure 13,20 mm.

## Systématique et taxinomie
Cette espèce a été décrite par Wei et Liu en 2024.

## Étymologie
Son nom d'espèce, composé de xiannushan et du suffixe latin -ensis, « qui vit dans, qui habite », lui a été donné en référence au lieu de sa découverte, le Xiannushan.

## Publication originale
- Wei, Liu & Wang, 2024 : « Four new species of the genus Yunguirius (Araneae, Agelenidae) from China. » ZooKeys,  vol. 1211, p. 1-15 (texte intégral).